# Acinonyx pardinensis
O guepardo-gigante ou chita-gigante, (Acinonyx pardinensis), é um grande felino pré-histórico extinto que viveu durante o Plioceno (5 milhões – 2 milhões de anos atrás), que podia chegar a medir 2 metros de comprimento e a pesar 90 kg. O seu parente mais próximo vivo moderno é o guepardo, (Acinonyx jubatus). O tamanho do guepardo gigante era praticamente igual a de um tigre siberiano. Eles viveram em toda a Europa, Ásia e Norte de África.